# Eretna
Ala al-Din Eretna (en antiguo turco anatolio: ارتــنــا‎, fallecido en febrero o agosto de 1352) fue el primer sultán del beylicato de Eretna, gobernando desde 1343 hasta 1352 en el centro y este de Anatolia. Al comienzo de su carrera, sirvió como oficial bajo las órdenes de Chupan, un militar del Ilkanato, y de su hijo Timurtash. Se trasladó a Anatolia cuando Timurtash fue nombrado gobernador iljánida de la región, y participó en sus campañas para someter a los jefes turcomanos de la periferia occidental. Sin embargo, tras la caída de Timurtash, Eretna se vio obligado a pasar a la clandestinidad. 
Con la disolución del Ilkanato, se alineó con Hasan Buzurg, líder de los jalayíes, quien más tarde abandonó Anatolia para regresar al este y enfrentarse a los chobánidas y otros señores mongoles. Esto dejó a Eretna al frente del gobierno regional. Para consolidar su poder, buscó el reconocimiento del sultanato mameluco de Egipto, aunque supo maniobrar con cautela entre su lealtad a los mamelucos y los mongoles. En 1343 proclamó su independencia y se autoproclamó sultán. Su reinado fue considerado en general próspero, y sus esfuerzos por mantener el orden le valieron el apodo de Köse Peyghamber (tdl. ‘el profeta sin barba’).

## Primeros años y trasfondo
El Ilkanato se formó en Asia Occidental bajo el mandato de Hulagu, como resultado de la división del Imperio mongol iniciada durante el reinado de Möngke. Medio siglo más tarde, la muerte del séptimo ilkan, Ghazan, marcó el apogeo de este estado. Aunque su hermano y sucesor, Öljeitü, logró mantener la estabilidad, su conversión al chiismo contribuyó a la posterior decadencia del Ilkanato y al estallido de una guerra civil en la región. La vida de Eretna transcurrió en medio de esta agitación política, que con el tiempo lo llevaría a heredar parte de los antiguos dominios ilkanidas. De linaje uigur, fue hijo de Jafar —o, según otras fuentes, de Taiju Bakhshi—, un estrecho colaborador del segundo gobernante del Ilkanato, Abaqa Kan, y de su esposa Tükälti. El nombre Eretna se ha asociado popularmente con el término sánscrito ratna (रत्न), que significa «joya». Esta palabra era común entre los uigures tras la expansión del budismo, lo que sugiere que Eretna podría haber pertenecido a una familia de esa ascendencia.
Durante su juventud, la influencia creciente de Chupan, un poderoso general mongol con quien probablemente ya servía Eretna, provocó el descontento de varios comandantes, como Qurumushi e Irinjin, que organizaron una revuelta. Los hermanos mayores de Eretna, los emires Taramtaz y Suniktaz, se sumaron a la rebelión, posiblemente debido a que Chupan les negó cargos importantes, al considerar incompatibles sus creencias suníes con la rama chiita que él respaldaba. La revuelta fue sofocada entre mayo y junio de 1319, cerca de un río en la zona de Zanyán. Ese mismo año, Taramtaz y Suniktaz fueron ejecutados por orden del ilkan Abu Saíd Bahador Jan en represalia por su participación en la insurrección. Poco después, Eretna se trasladó a Anatolia, tras la muerte de sus hermanos  y el nombramiento de su nuevo señor, Timurtash, como gobernador de la región por decisión de Abu Saíd y su padre, el propio Chupan.

## Ascenso al poder
Al igual que otros emires, Timurtash —señor de Eretna— terminó rebelándose contra el Ilkanato en 1323, lo que obligó a su subordinado a pasar a la clandestinidad. 
No obstante, la débil autoridad del ilkan y la influencia que ejercía Chupan en la corte facilitaron el indulto de su hijo y su restitución como gobernador de Anatolia. Poco después, Timurtash emprendió una amplia campaña militar contra los emiratos turcomanos de la región. En agosto de 1327, envió a Eretna a tomar el control de la ciudad de Karahisar. Durante esta etapa, Eretna recurrió a Chelebi Abid —hijo de un derviche local—, como intermediario espiritual. Gracias a él, logró reunir y someter a los comandantes turcomanos de las zonas periféricas bajo el mando de Timurtash, quien fue proclamado como mahdi (mesías) tanto por Eretna como por sus seguidores. El 24 de agosto de 1327, tras enterarse del fallecimiento de su hermano Demasq Kaja, Timurtash se retiró a Kayseri. Meses más tarde, tras la muerte de su padre Chupan, huyó al sultanato mameluco de Egipto, con la intención de negociar un acuerdo con el ilkan Abu Saíd. Sin embargo, fue asesinado por orden del sultán mameluco. Durante la ausencia de su señor y temiendo represalias, Eretna buscó refugio en la corte de Badr al-Din Beg, bey de Karaman. Poco después, el cargo de gobernador fue asumido por el emir Muhammad, de la tribu oirate y tío de Abu Saíd.
En 1334, Eretna se vio implicado en una conspiración contra el ilkan, aunque fue indultado y logró regresar a Anatolia desde la corte ilkanida en Irán. La muerte de Abu Saíd en 1335 marcó el colapso definitivo del Ilkanato, y dio paso a una lucha prolongada entre caudillos de distintas dinastías, en especial los chobánidas y los yalayeríes. En la región occidental, Eretna quedó bajo la autoridad del virrey jalayí de Anatolia, Hasan Buzurg, aunque para entonces ya había afianzado su control sobre buena parte del territorio. Hasan lo nombró su representante en Anatolia antes de partir hacia el este para enfrentar al jefe oirate Ali Padshah, quien intentaba apoderarse del trono ilkanida. Tras su victoria, Hasan confirmó oficialmente a Eretna como gobernador de Anatolia. No obstante, en 1338, la situación cambió con el ascenso de Hasan Kuchak, hijo de Timurtash, quien se impuso en los antiguos dominios ilkanidas del oriente. Se presentó como legítimo heredero de su padre, derrotó a los jalayíes en las cercanías de Aladağ y saqueó la ciudad de Erzincan.
A raíz del caos persistente en el oriente, Eretna comenzó a buscar el respaldo de una nueva potencia regional. Antiguos rivales del Imperio mongol y sus herederos, los mamelucos de Egipto llevaban tiempo aspirando a extender su influencia política sobre el norte de Anatolia. La llegada de una embajada enviada por Eretna a El Cairo fue bien recibida, y este fue confirmado como gobernador mameluco de la región. No obstante, en la práctica hizo poco por demostrar fidelidad a sus protectores: en 1339 acuñó monedas en nombre de Suleiman Kan, un gobernante títere promovido por los chobánidas. La actitud ambigua de Eretna llevó a los mamelucos a volverse más receptivos hacia el ascendente líder turcomano Zayn al-Din Qaraja, del beylicato de Dulkadir. Entre 1338 y 1339, este logró arrebatarle la ciudad de Darende, y continuó expandiendo sus dominios a costa de Eretna. Privado de la riqueza que obtenía de aquella plaza, este último fue reprendido por el sultán mameluco por no declarar formalmente su lealtad. Como respuesta, acuñó monedas en nombre de los mamelucos entre 1339 y 1340. A pesar de la pérdida de Darende, consiguió hacerse con el control de Konya, arrebatándosela a los karamánidas, y también de Sivas, aunque se desconoce la fecha exacta en que ocurrió este último suceso.
Los intentos de Eretna por mantener una relación estable con los chobánidas se vieron frustrados cuando Hasan Kuchak capturó Erzurum y puso sitio a la fortaleza de Avnik. Aunque Eretna continuó proclamando su lealtad hacia Suleimán Kan, hacia 1341 ya había afianzado el control suficiente como para acuñar monedas en su propio nombre. Ese mismo año, declaró oficialmente su independencia al adoptar el título de sultán. No obstante, con el fin de asegurar su legitimidad ante los poderes establecidos, envió embajadores a El Cairo para solicitar la protección de los mamelucos y confirmar su estatus como nabab (virrey), en un contexto de creciente inestabilidad tanto dentro de Anatolia como en los propios dominios mamelucos. Esta maniobra diplomática provocó una nueva expedición de Kuchak contra sus territorios.
Mientras Kuchak optaba por permanecer en Tabriz, ordenó el envío de su ejército a Anatolia bajo el mando de Suleimán Kan. Entre los principales comandantes que lo acompañaban se encontraban Abdul, hijo de Bayanjar, Yaqub Shah y Qoch Hussain. Ante la inminencia del enfrentamiento, Eretna movilizó rápidamente un ejército compuesto por contingentes mamelucos, mongoles y fuerzas turcas locales. La batalla tuvo lugar entre septiembre y octubre de 1343, en la llanura de Karanbük, situada entre Sivas y Erzincan. En un primer momento, las fuerzas de Eretna sufrieron una derrota. Sin embargo, mientras los soldados de Kan se ocupaban de saquear y perseguir a los supervivientes, Eretna se ocultó tras una colina cercana. Al detectar que el propio Kan se encontraba en el campo con un contingente reducido y que el resto del ejército estaba desorganizado, lanzó un ataque sorpresa que resultó decisivo. El ejército chobánida se dispersó rápidamente tras la huida de su comandante, lo que significó una victoria inesperada para Eretna y cambió por completo el equilibrio de poder en la región. Este triunfo permitió a los erétnidas anexar Erzincan y varias ciudades del este, y consolidó el inicio del reinado independiente de Eretna.  Poco después, Kuchak fue asesinado por su esposa, temerosa de que se descubrieran sus relaciones extramaritales con Yaqub Shah, quien había sido encarcelado por Kuchak bajo acusaciones de incompetencia durante la batalla de Karanbük. Su muerte eliminó cualquier posibilidad inmediata de represalia contra Eretna por parte de los chobánidas.

## Reinado
Tras su victoria en Karanbük y la muerte de Hasan Kuchak, Eretna asumió sin oposición el título de sultán, reafirmando su soberanía mediante la acuñación de nuevas monedas en su nombre. Adoptó el sobrenombre honorífico de Ala al-Din, como atestiguan tanto sus emisiones monetarias como el relato del célebre viajero musulmán Ibn Battuta en su obra Rihla. No obstante, también fue conocido con otros epítetos: Sayf al-Din, según el epitafio de su hijo Sheikh Hasan, y Rashid al-Din, de acuerdo con el historiador otomano Hüseyin Hüsameddin Yasar. Además, Eretna expandió sus dominios más allá de Erzurum. Durante su reinado, Eretna no solo consolidó su autoridad, sino que logró expandir sus dominios más allá de Erzurum. La amenaza de una ofensiva por parte del nuevo líder chobánida, Malek Ashraf, se disipó cuando este nunca llegó a materializar sus planes de guerra. Al mismo tiempo, la inestabilidad política en Egipto tras la muerte del sultán An-Nassir Muhammad en 1341 brindó a Eretna la oportunidad de incorporar Darende a sus territorios, aprovechando la debilidad de los mamelucos. Por su parte, el bey dulkadirí Zayn al-Din Qaraja, entonces concentrado en las incursiones contra el Reino armenio de Cilicia y en disputas con emires mamelucos, disminuyó significativamente el riesgo de ataques desde el sur. En 1350, Eretna aprovechó la muerte del gobernante karamánida Ahmed para capturar la ciudad de Konya. Hacia ese momento, sus dominios se extendían desde Konya hasta Ankara y Erzurum, e incluían importantes ciudades como Kayseri, Amasya, Tokat, Çorum, Develi, Karahisar, Zile, Canik, Ürgüp, Niğde, Aksaray, Erzincan, Şebinkarahisar y Darende. La capital del estado fue inicialmente Sivas, aunque más tarde fue trasladada a Kayseri.

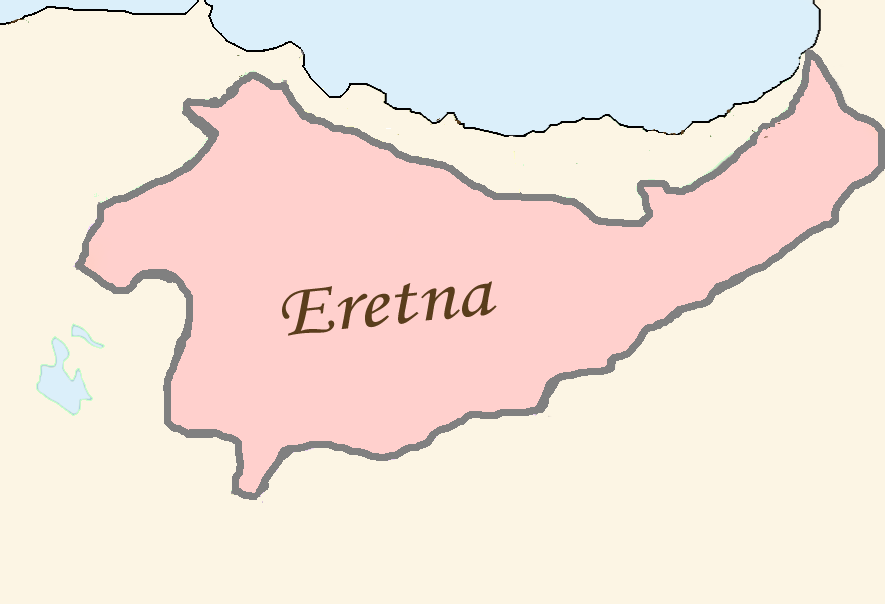
Extensión aproximada de los dominios de Eretna.

Según el testimonio del viajero Ibn Battuta, Eretna dominaba con fluidez el árabe  y era considerado un auténtico erudito por sus contemporáneos. Entre la población, se le conocía con el apelativo de Köse Peyghamber (tdl. ‘el profeta sin barba’), en alusión a su capacidad para mantener el orden en una región marcada por el caos político. Durante su gobierno, promovió activamente la aplicación de la sharía, brindando apoyo constante a la  ulema, a los sayyids y a los jeques, en un intento por legitimar su mandato desde el plano religioso. No obstante, su figura no estuvo exenta de críticas: el historiador egipcio Al-Maqrizi lo acusó de haber allanado el camino para la posterior desintegración del Estado.
Uno de los principales pilares del poder de Eretna fue el respaldo de numerosas tribus mongolas asentadas en Anatolia central, conocidas en las fuentes como los Qara Tátaros. Este vínculo reforzaba su asociación con la tradición política mongola, a pesar de su ascendencia uigur. Tras dejar de reconocer a una autoridad superior hacia 1341–1342, Eretna comenzó a acuñar moneda propia utilizando la escritura uigur, común en el idioma mongol, como símbolo de legitimidad. El historiador británico Andrew Peacock subraya que «la moneda de Eretna refleja la complicada e incierta posición de los gobernantes de la Anatolia medieval, quienes experimentaban con diversas formas de legitimidad en una época en la que incluso el tan aclamado concepto de legitimidad chinggisida parecía haber perdido fuerza». A pesar de su cercanía cultural con los mongoles, Eretna optó por confiar la administración del Estado a funcionarios mamelucos y turcos locales, temeroso de que un resurgimiento del poder mongol pudiera amenazar su soberanía. Esta desconfianza, sin embargo, no impidió que, con el paso del tiempo, los erétnidas fueran desplazados del poder por Kadi Burhan al-Din, quien aprovechó su linaje materno selyúcida y el apoyo militar de ciertas tribus mongolas para usurpar el trono.
Aunque existen algunas referencias a su personalidad y capacidades, son escasas las obras literarias que hayan sobrevivido y que se centren en el reinado de Eretna o en el de sus descendientes. Entre las pocas excepciones se encuentra un breve tafsir en persa, contenido en la obra al-As'ila wa'l-Ajwiba, encargado por el emir erétnida de Amasya, Sayf al-Din Shadgeldi. Asimismo, se conserva un taqwīm (almanaque astrológico) elaborado para el último gobernante de la dinastía, Ali de Eretna, entre 1371 y 1372. Tampoco se conocen mezquitas, madrasas, caravasares, hospitales ni puentes construidos durante su mandato que hayan perdurado hasta la actualidad, con excepción de algunas tumbas. El sultán falleció en febrero, marzo, o agosto de 1352 y fue sepultado en el janqa de Köşkmedrese, en Kayseri.

## Familia
Entre sus esposas se encontraban Suli Pasha, que falleció en 1339, Togha Khatun e Isfahan Shah Khatun. Tuvo tres hijos conocidos: Hasan, Muhammad y Jafar. Su primogénito, el jeque Hasan, fue gobernador de Sivas y murió en diciembre de 1347 o enero de 1348 víctima de una enfermedad, poco después de haberse casado con una princesa artúquida. Le sucedió en el trono su hijo menor, Ghiyath al-Din Muhammad I, nacido de Isfahan Shah Khatun, quien era pariente del influyente emir Buzurg.